# Max Schimmelpfennig
Max Schimmelpfennig (* 1996 in Berlin) ist ein deutscher Schauspieler.

## Leben
Max Schimmelpfennig spielte als Jugendlicher Theater. 2013 trat er im Departure Theater Berlin in dem Stück Anne und Sophie (Regie: Anne Rebekka Düsterhöft) auf. Von 2016 bis 2020 absolvierte er sein Schauspielstudium an der Universität der Künste Berlin.
Sein Fernsehdebüt hatte Schimmelpfennig im MDR-Tatort: Der Maulwurf (Erstausstrahlung: Dezember 2014), in dem er Jürgen Konczak, den Sohn des Tatverdächtigen, spielte. In dem Fernsehfilm Kommissarin Heller: Querschläger (Erstausstrahlung: Januar 2015), dem dritten Film der ZDF-Kriminalfilmreihe Kommissarin Heller mit Lisa Wagner in der Rolle der Ermittlerin Winnie Heller, spielte er den musisch begabten Schüler Sven, ein Mobbingopfer, der zum Erpresser und Vergewaltiger wird.
In dem Kurzfilm Terrier, der 2016 beim Filmfestival Max Ophüls Preis gezeigt wurde, spielte er die männliche Hauptrolle, den 19-jährigen Heinrich, der nach zwei Jahren Haft in einer geschlossenen Anstalt für schwer erziehbare Jugendliche nach Hause kommt. In der 6-teiligen ZDFneo-Serie Tempel (Erstausstrahlung: ab November 2016) hatte er in insgesamt vier Folgen eine wiederkehrende Serienrolle als Sami; er verkörperte den Freund der schwangeren Tochter (Michelle Barthel) der männlichen Titelfigur, des Altenpflegers Mark Tempel (Ken Duken), und Vater ihres ungeborenen Kindes. In dem im März 2017 auf Das Erste erstausgestrahlten Fernsehfilm Tod einer Kadettin, der das Schicksal der Sanitätsoffizier-Anwärterin Jenny Böken filmisch darstellt, spielte er den jungen Kadetten Stefan Müller.
Episodenrollen hatte er bisher in der Fernsehserien Josephine Klick – Allein unter Cops (2015; als Jonas in der 2. Staffel der Serie), In aller Freundschaft (2016; als 18-jähriger Umwelt- und Tierschutzaktivist Hannes Cremer), Der Lehrer (2016; als Schüler Philipp, der sich liebevoll um seinen geistig behinderten Bruder kümmert, in der 4. Staffel der Serie) und SOKO Wismar (2016; als ehemaliger Schüler Sören Reepmann, der das Abitur nicht geschafft hat). Im Februar 2017 war Schimmelpfennig in der Krimiserie Morden im Norden in einer Episodenrolle an der Seite von Ava Celik zu sehen; er spielte Johannes Petersen, den Sohn eines ausländerfeindlichen Pferdehofbesitzers, der Kontakt zu einem jungen syrischen Flüchtlingsmädchen hat.
Im März 2017 drehte Schimmelpfennig für das ZDF den Märchenfilm Der Zauberlehrling; er spielte die männliche Hauptrolle des „bettelarmen“ Valentin. Der Film hatte im November 2017 seine Vorpremiere in Görlitz, wo der Film auch gedreht wurde. Weihnachten 2017 wurde der Film im ZDF erstausgestrahlt. In dem Märchenfilm Der Schweinehirt (Erstausstrahlung: Weihnachten 2017) war Schimmelpfennig in einer Nebenrolle als reicher und arroganter Prinz Ferdinand von Wasserfelde zu sehen. In der TV-Serie Das Boot (2018) verkörperte er in einer durchgehenden Rolle den Tiefenrudergänger Willy. In der ab Januar 2020 neu auf Das Erste platzierten Vorabendserie WaPo Berlin übernahm Schimmelpfennig eine Episodenhauptrolle als Neffe des Vorsitzenden eines Seglervereins (Torsten Münchow), der gemeinsam mit seinem Onkel für den Tod eines bulgarischen Schwarzarbeiters verantwortlich ist. Im 13. Film der TV-Reihe Der Usedom-Krimi mit dem Titel Der Usedom-Krimi: Vom Geben und Nehmen, der im November 2020 erstausgestrahlt wurde, verkörperte Schimmelpfennig den jungen vorbestraften Wachschützer Patrick Horn, der nebenbei in einer Behindertenwohneinrichtung jobbt und kurz nach einem Sabotageakt auf der Baustelle für ein Behindertenhotel tot aufgefunden wird. In der TV-Komödie Für immer Eltern (2021) spielte er neben Devid Striesow und Anja Schneider die Hauptrolle des jungen Lehramtsanwärters Niklas, der als Mittzwanziger, der „nichts auf die Reihe bekommt“, wieder bei seinen Eltern einzieht.
Max Schimmelpfennig lebt in Berlin.

## Filmografie (Auswahl)
- 2014: Tatort: Der Maulwurf (Fernsehreihe)
- 2015: Kommissarin Heller: Querschläger (Fernsehreihe)
- 2015: Josephine Klick – Allein unter Cops (Fernsehserie, Folge: Bürgerwehr)
- 2016: Terrier (Kurzfilm)
- 2016: In aller Freundschaft (Fernsehserie, Folge: Ganz was Neues)
- 2016: Der Lehrer (Fernsehserie, Folge: Sie sind mein L-Lieblingslehrer!)
- 2016: SOKO Wismar (Fernsehserie, Folge: Numerus Clausus)
- 2016: Gottlos – Warum Menschen töten (Fernsehserie, Folge: Sex, Drugs & Rock'n Roll)
- 2016: Das weiße Kaninchen (Fernsehfilm)
- 2016: Hiebfest (Kurzfilm)
- 2016: Tempel (Fernsehserie, 4 Folgen)
- 2017: Morden im Norden (Fernsehserie, Folge: Hass)
- 2017: Tod einer Kadettin (Fernsehfilm)
- 2017: Der Zauberlehrling (Fernsehfilm)
- 2017: Der Schweinehirt (Fernsehfilm)
- 2017: LOMO – The Language of Many Others (Kinofilm)
- 2018: Lehman. Gier frisst Herz (TV-Dokudrama)
- 2018: Das Boot (Fernsehserie, drei Folgen)
- 2019–2020: Dark (Fernsehserie, sieben Folgen)
- 2019: 7500
- 2019: Tatort: Die Pfalz von oben (Fernsehreihe)
- 2020: Lindenberg! Mach dein Ding
- 2020: WaPo Berlin (Fernsehserie, Folge: Nachtwache)
- 2020: Der Usedom-Krimi: Vom Geben und Nehmen (Fernsehreihe)
- 2021: Trübe Wolken
- 2021: Für immer Eltern (Fernsehfilm)
- 2022: SOKO Leipzig (Fernsehserie, Folge: Besondere Einsatzlage)
- 2022: Das Privileg – Die Auserwählten (Fernsehfilm, Netflix)
- 2022: Babylon Berlin (Fernsehserie, zwei Folgen)
- 2023: Intimate (Fernsehserie, Folge: Grüne Jugend)
- 2023: Sam – Ein Sachse (Fernsehserie, drei Folgen)
- 2023: Loving Her (Fernsehserie, sechs Folgen)
- 2023: Origin (Fernsehfilm)
- 2023: Stella. Ein Leben.
- 2024: Cranko (Kinofilm)
- 2024: Für immer Freibad (Fernsehfilm)
- 2025: Der Bergdoktor (Fernsehserie, Folge: Zwei Gesichter)
- 2025: Crystal Wall (Fernsehserie)